# Acequia (Bewässerungskanal)

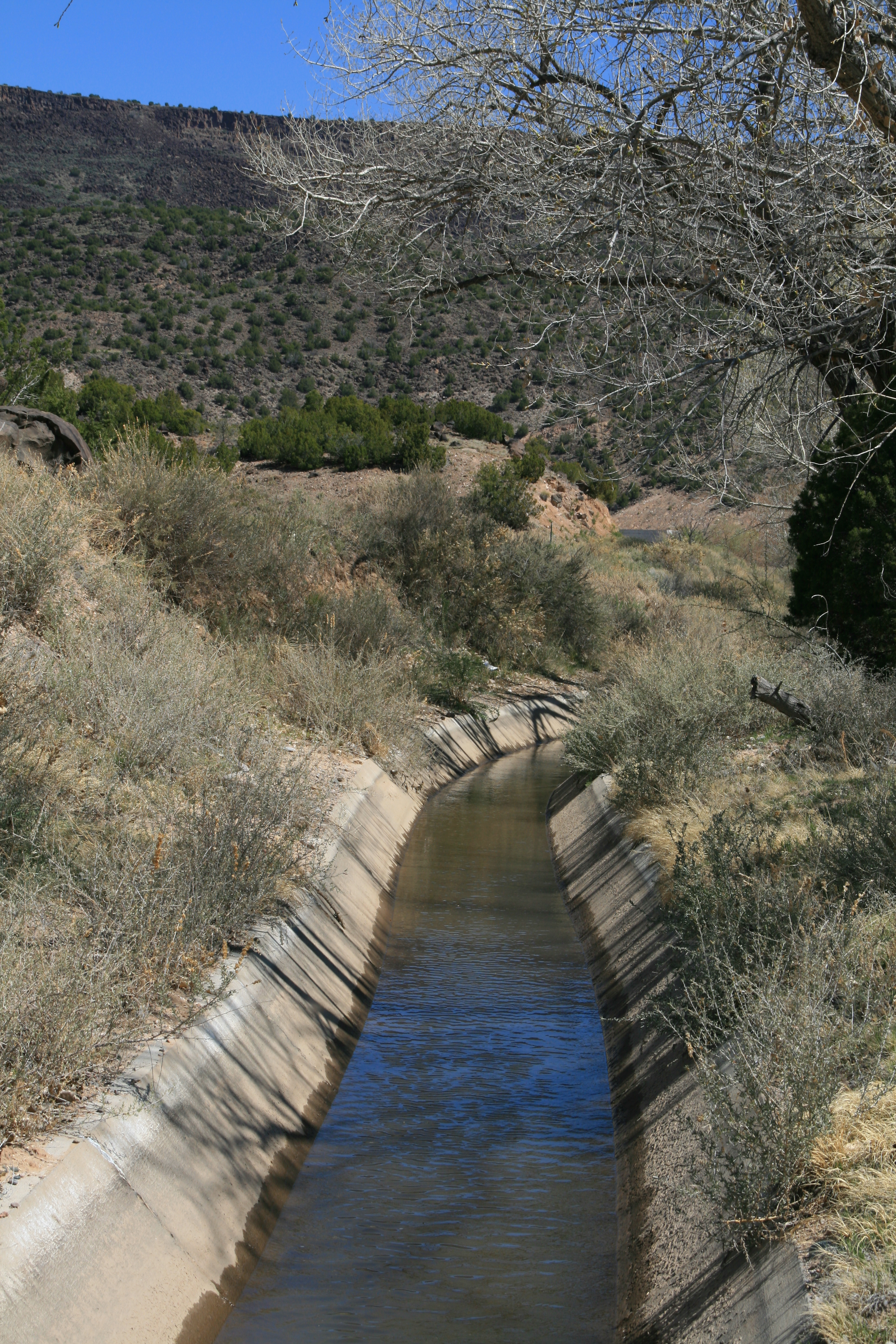
Acequia in New Mexico

Ein acequia (Spanische Aussprache: [aˈθekja]) ist die Bezeichnung für einen Wasserkanal in Spanien und den ehemaligen spanischen Kolonien, durch den Wasser zur Bewässerung geleitet wird. Der Einsatzschwerpunkt eines Acequia ist der Transport und die Verteilung von Wasser zur Bewässerung von Ebenen, Feldern und Grundflächen.

## Hintergrund
Die Bauart ist arabischer Herkunft und unterscheidet sich von der Bauart der römischen Aquädukte. Das spanische Wort acequia kommt aus dem klassischen Arabischen الساقية / as-sāqiya, was so viel bedeutet wie „Wasserleitung“. Die Araber brachten die Technik während ihrer  Herrschaft über die iberische Halbinsel nach Spanien. Unter den Arabern wurden acequias entlang der spanischen  Mittelmeerküste, vor allem in der Region Valencia, der Region Murcia (Huerta de Murcia) und im östlichen Andalusien, vor allem in den Alpujarras errichtet. Viele dieser Bauwerke werden heute noch genutzt. Auch im Cuyo, Argentinien werden Acequias häufig zur Bewässerung verwendet.